# 根崎裕子
根﨑　裕子（ねさき　ゆうこ、1982年2月8日 - ）は、茨城県行方市出身の日本の柔道家。57 kg級で活躍した。身長166 cm。主に寝姿勢の状態から帯取返で相手を回転させて、そこから抑込技で仕留めるいわゆる「根﨑返し」という寝技で名を馳せた選手でもあった。

## 経歴
柔道は玉造中学に入学してから始めた。この時、指導者の小森哲から最初に習ったのが帯取返だった。3年の時には全国中学校柔道大会の56 kg級で3位になった。一方で、柔道以外に陸上競技にも取り組んで、全国中学校駅伝大会にも出場した。千葉県の市立柏高校に進むと、菊川慶一の指導の下で寝技をさらに研鑽していった。2年の時には金鷲旗で大活躍してチームの2位に貢献した。インターハイの団体戦でチームは初優勝を飾ったが、この大会では控えだったので出場の機会はなかった。全日本ジュニアでは57 kg級で優勝した。世界ジュニアでも準決勝まで全て一本勝ちすると、決勝でもブラジルのダニエリ・ザングランドを小外刈の有効で破って優勝を飾った。しかし、全国高校選手権では2回戦において判定で敗れた。3年の時にはインターハイで6試合全てを得意の寝技で一本勝ちして、チームの2連覇に大きく貢献した。全日本ジュニアでも2連覇を果たした。国体少年女子の部では決勝で塚田真希率いる茨城県チームに敗れて2位だった。2000年には筑波大学に進学した。なお、同級生には後にオリンピックの63 kg級で2連覇を達成する谷本歩実がいた。1年の時には全日本ジュニアで2位に終わり3連覇はならなかった。正力杯では3位だった。アジアジュニアでも2位にとどまった。その後は立ち技でこれといった決め技がなかったことや、根﨑返しが研究されたことなどもあって思うような成績を残せなかったが、階級を63 kg級に上げると、4年の時には学生体重別で3位となった。大学を卒業後は玉造中学で非常勤講師となった。2004年にはツクバ計画の所属で実業個人選手権に出場して3位となった。2005年には70 kg級で3位に入った。2006年には国体成年女子の部に茨城県代表で出場すると、決勝の兵庫県チームとの対戦では大学の2年先輩で63 kg級の元世界チャンピオンである手島桂子に根﨑返しからの横四方固で一本勝ちしてチームの優勝に貢献した。2008年には神栖市立波崎第一中学の教員となった。また、この年の全日本選手権に出場したのを最後に現役を引退した。なお、記録よりも記憶に残る柔道家と言われている。

## 主な戦績
- 1996年 -　全国中学校柔道大会 3位(56 kg級)
- 1998年 -　金鷲旗　2位
- 1998年 -　全日本ジュニア　優勝
- 1998年 -　世界ジュニア　優勝
- 1999年 -　フランスジュニア国際　優勝
- 1999年 -　インターハイ　優勝
- 1999年 -　全日本ジュニア　優勝
- 1999年 -　国体　少年女子の部　2位
- 2000年 -　フランスジュニア国際　3位
- 2000年 -　全日本ジュニア　2位
- 2000年 -　正力杯　3位
- 2000年 -　アジアジュニア　2位
- 2001年 -　ベトナム国際　優勝
- 2003年 -　学生体重別　3位(63 kg級)
- 2004年 -　実業個人選手権　3位(63 kg級)
- 2005年 -　実業個人選手権　3位(70 kg級)
- 2006年 -　国体　成年女子の部　優勝

(出典、JudoInside.com)